# 아르테미스 파울 (영화)
《아르테미스 파울》(영어: Artemis Fowl)은 2020년 공개된 미국의 SF, 판타지, 모험 영화이다. 케네스 브래나가 감독을 맡았으며, 오언 콜퍼의 동명 소설이 영화의 원작이다.

## 줄거리
아일랜드 12살 소년 아르테미스 파울은 납치 당한 아버지를 구하기 위해 고군분투한다. 아버지는 납치 당하기 전 세상에 마법이 존재함을 증거하기 위해 아큘러스를 훔친 뒤 감춰두었다. 아큘러스는 다른 세계로 자유로이 오갈 수 있는 힘을 부여하며, 요정들에겐 열과 빛의 원동력이다. 한편 요정 세계인 헤이븐 시티 독재자 오팔 코보이는 인류를 말살하고 요정이 지배하는 세상을 만들려고 하는데...

## 출연
- 퍼디아 쇼
- 라라 맥도널
- 조시 개드
- 주디 덴치
- 미란다 레이즌
- 논소 아노지에
- 홍 차우